# 别克君威
别克君威（Buick Regal）是通用汽车公司别克旗下的一款中级轿车，于1973年推出。“君威”二字的含义是“君临天下，威震八方”。通用汽车公司于2002年将别克君威引入中国市场，共有2.0、2.5、3.0三种排量。之后，通用汽车于2009年推出了新一代君威，共有2.0、2.4、1.6T、2.0T四种排量，其原型车为欧宝勋章（Opel Insignia）。截止2010年5月，新一代君威在中国大陆的销量突破了十万辆。别克君威轿车于2004年在北美洲停产，但计划于2011年复产。
目前，别克君威在中国大陆由上海通用汽车有限公司生产。